# Ужасна ноћ
Ужасна ноћ (фр. Une nuit terrible) француски је црно-бели неми комични хорор филм из 1896. године, редитеља и продуцента Жоржа Мелијеса, који уједно тумачи и једину улогу у филму. Радња приказује човека кога напада огромна буба, док он покушава да спава.
Филм се налази под редним бројем 26 у каталогу Мелијесове издавачке куће Star Film Company. Иако траје само један минут, од изузетне је важности за историју филма, због Мелијесових успешних експеримената са монтажом и специјалним ефектима. Осим тога, Ужасна ноћ је једна од првих познатих хорор и комичних филмова. Први хорор филм, Уклети замак, објавио је управо Мелијес, исте године, а први комични филм је објавио Луј Лумијер, годину дана раније. 
Филм под насловом Ужасна ноћ сматра се преживелим и појављује се на многобројним ДВД колекцијама. Међутим, Мелијесова чукунунука, Полина Мелијес, је 2013. објавила сазнања да је тај филм заправо Поноћна епизода, коју је Мелијес објавио три године касније. Према њеним речима, оригинал, права Ужасна ноћ, је имало знатно једноставнију сценографију и камера је била другачије постављена, али је радња у потпуности била иста. Она такође претпоставља да се у архиви Француске кинотеке чува последња копија оригинала.

## Радња
Човек покушава да спава, али га узнемирава огромна буба, која му се пење по кревету, а затим и уз зид. Он је напада метлом и баца у ноћни суд, који му стоји у сталажи поред кревета.

## Улоге
Жорж Мелијес тумачи једини улогу у филму — човека у кревету.